# Erro (cràter)
Erro és un cràter d'impacte que està més enllà de l'extremitat oriental de la Lluna, a la cara oculta tal com es considera des de la Terra. Està situat a la franja est de la plana irregular que uneix la Mare Marginis al nord-oest amb la Mare Smythii a l'oest-sud-oest. Aquesta part de la superfície lunar és observable des de la Terra durant libracions favorables. Tot i això, fins i tot en aquests moments no és possible apreciar gaire detall, perquè les vores obstrueixen la visió del centre. És nomenat en honor a l'astrònom mexicà Luis Enrique Erro Soler.

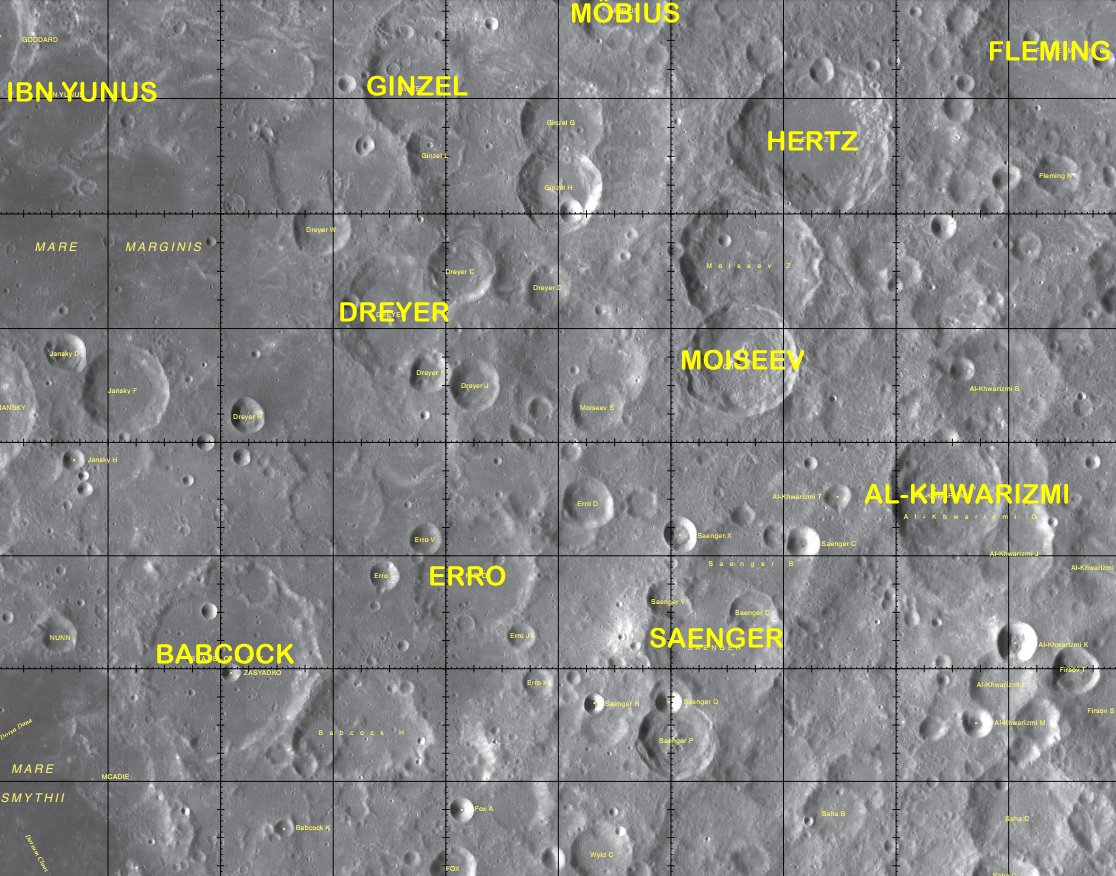
Localització d'Erro (centre esquerra de la imatge)
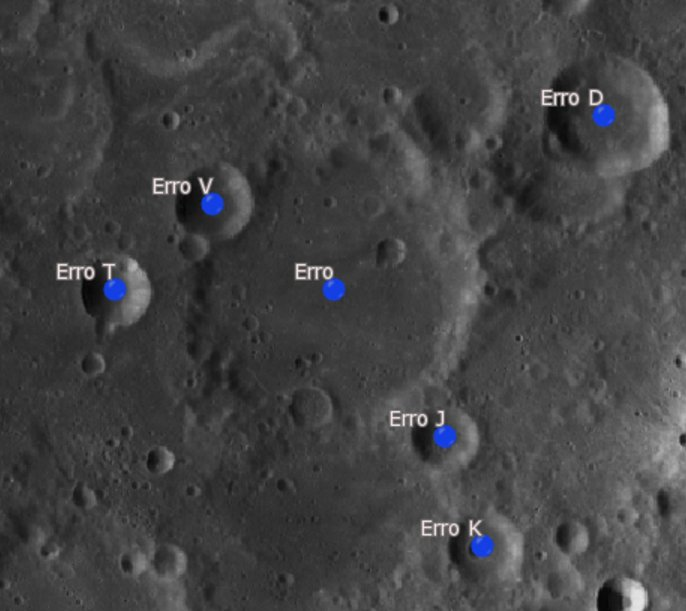
Cràters satèl·lit
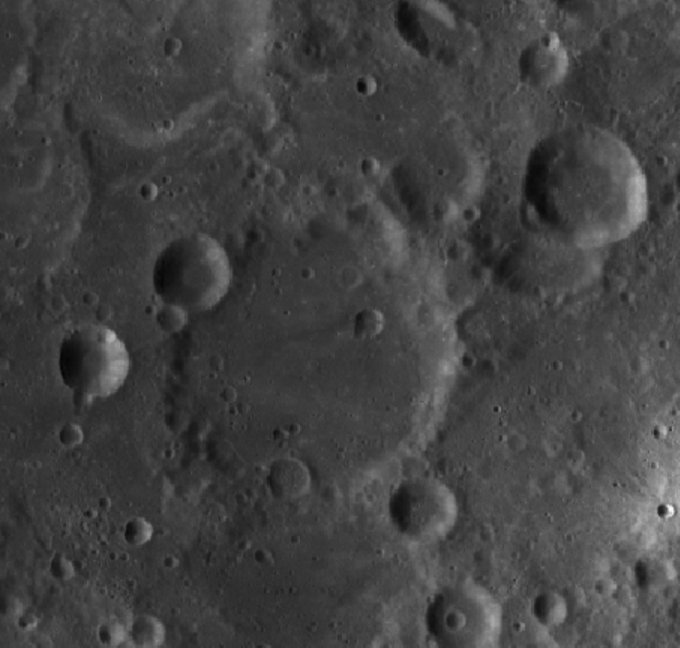
Imatge del LRO

A prop d'Erro es troben els cràters Babcock a l'oest-sud-oest, Saenger a l'est-sud-est, i Dreyer cap al nord-nord-oest.
Aquest cràter té una vora baixa i fragmentada, que només s'eleva lleugerament per sobre de la superfície circumdant. La lava que va formar les planes una mica irregulars que l'envolten ha envaït l'interior del cràter, deixant-lo a nivell pràcticament sense trets distintius. Les seccions més intactes de la vora es localitzen al llarg dels costats nord i nord-est. El cràter satèl·lit Erro V s'uneix a la vora exterior cap al nord-oest, amb un cràter més petit inserit al costat sud. Un altre petit cràter apareix a la part nord-est del sòl interior.

## Cràters satèl·lit
Per convenció aquests elements són identificats en els mapes lunars posant la lletra en el costat del punt central del cràter que està més proper a Erro.
| Erro | Coordenades                          | Diàmetre |
| ---- | ------------------------------------ | -------- |
| D    | 6° 48′ N, 100° 30′ E / 6.8°N,100.5°E | 30 km    |
| J    | 4° 36′ N, 99° 24′ E / 4.6°N,99.4°E   | 15 km    |
| K    | 3° 48′ N, 99° 36′ E / 3.8°N,99.6°E   | 17 km    |
| T    | 5° 36′ N, 96° 54′ E / 5.6°N,96.9°E   | 16 km    |
| V    | 6° 18′ N, 97° 48′ E / 6.3°N,97.8°E   | 18 km    |